# Scottish Fold
Scottish Fold este o rasă de pisici originară din Scoția, fiind descrisă prima dată în anul 1961, de către William Ross, un fermier scoțian. Primul lucru care l-a observat au fost urechile acestei pisici, care erau lăsate și a obținut de la stăpânul ei unul dintre puii acesteia. Câțiva ani mai târziu, pisica adoptată a dat naștere la câțiva pui, care au ieșit cu amândouă urechile pliate. În 1966, William Ross a luat pisica și pe unul dintre puii ei, și a înregistrat rasa la Consiliul Guvernamental al Iubitorilor de Pisici, însă acceptul oficial pentru rasa Scottish Fold a fost obținut abia în anul 1974.

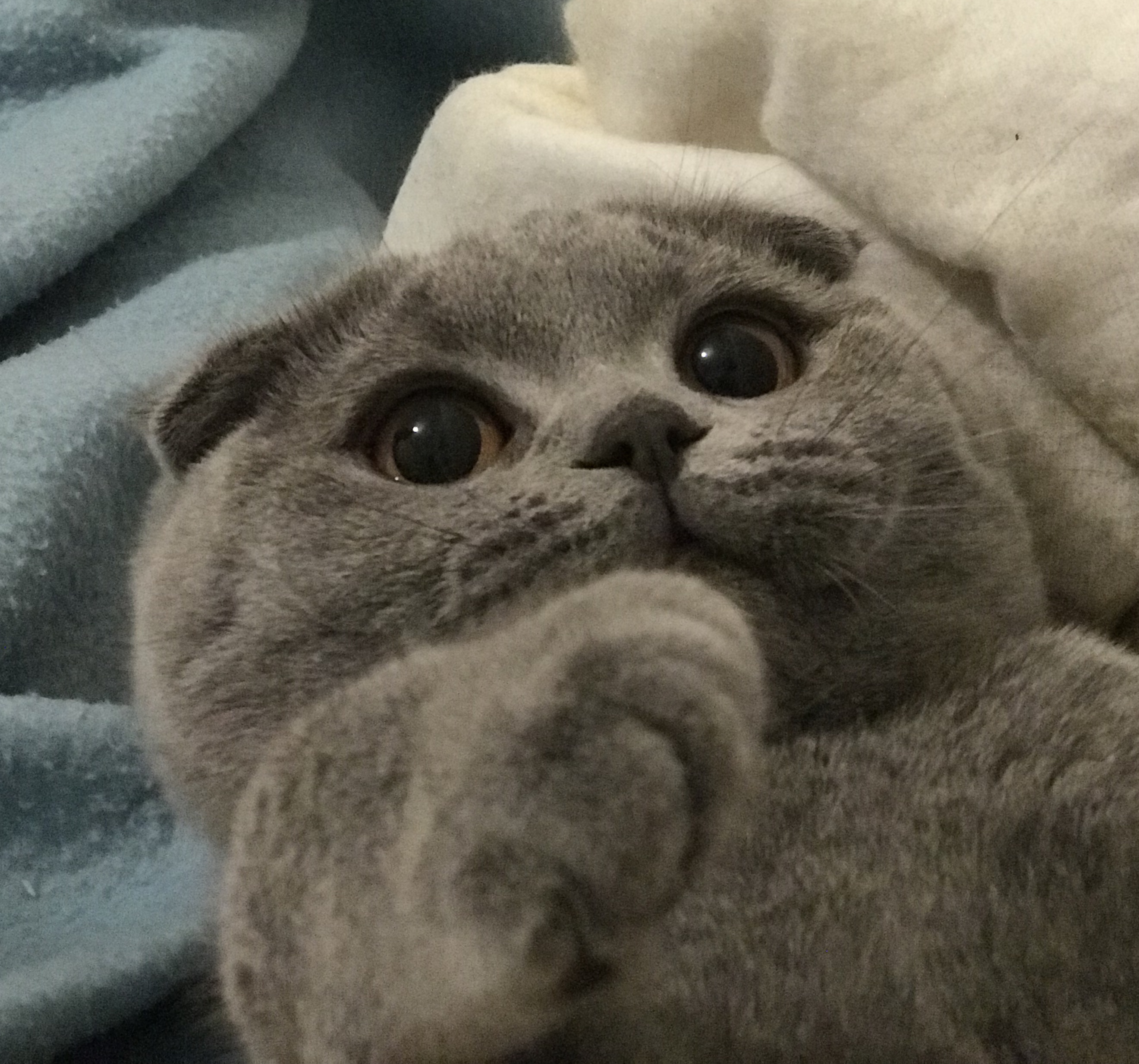
Scottish Fold

## Caracteristici
Greutate: femela 2.5 kg - 4 kg; mascul 4 kg - 6 kg
Înălțime: medie
Culoare: negru, gri, roșcat, blond, alb
Blana: scurtă sau lungă 
Durata de viață: 11 - 15 ani
Majoritatea pisicilor Scottish Fold se nasc cu urechile lăsate, dar există și excepții. Din cauza acestei "defecțiuni" din naștere sunt predispuse la infecții ale urechilor sau cu probleme de auz, însă specialiști au găsit o modalitate de a evita aceste probleme, încrucișând această rasă cu rasa Brittish ShortHair sau American ShortHair.

## Personalitate
Este o pisică dulce și afectuoasă. Adoră să socializeze și să fie băgată în seamă mereu. Adoră mai ales copiii și este mereu disponibilă de joacă. Când nu este băgată în seamă este în stare să facă orice că să-ți atragă atenția. Este și o pisică nostalgică care adoră să se trezească de dimineață și să admire priveliștea de la geam sau de pe balcon și să simtă adierea dimineții.

## Alimentație
Pisicile de rasă Scottish Fold trebuie să fie hrănite corespunzător, adică cu o combinație de hrană umedă și hrană uscată. O alimentație cu hrană premium va avea un impact pozitiv asupra acesteia. Trebuie să le hranim cu o mâncare completă și echilibrată, la ore fixe, ca acestea să nu se îngrașe!

## Beneficii
Îți va aduce numai bucurii, deoarece este foarte drăgăstoasă și se atașează mult de stăpânul ei. Nu capătă încredere ușor în tine, dar atunci când o face se va simți protejată lângă tine și va avea mereu dispoziție de joacă. De asemenea este foarte ascultătoare și învață lucruri noi foarte repede.